# Тома, Роз
Роз Тома (фр. Rose Thomas, родилась 29 ноября 1988 года в Фере) — французская регбистка, центровая «Унион Бордо» и сборной Франции по регби-7.

## Биография
Отец — военный, мать — уроженка Центрально-Африканской Республики. Мать переехала во Францию с мужем в возрасте 23 лет после рождения первенца. Роз много времени проводила с матерью: родители развелись в 1996 году и позже завели собственные семьи (от второго брака матери у Роз появился брат). Регби начала заниматься в возрасте 8 лет по совету брата, в 14 лет ушла из регби из-за отсутствия смешанных команд. Потом занималась лёгкой атлетикой, но после одного ЧП всё же вернулась в регби.
Роз является игроком клуба «Стад Бордле» с 2006 года. В составе студенческой сборной Франции по регби-7 (по образованию — медик) в 2010 году выиграла чемпионат Европы, в 2012 году стала вице-чемпионкой мира. В составе сборной Франции по регби-7 в 2015 году стала чемпионкой Европы (занесла в игре против Испании победную попытку, принеся победу 20:0 и путёвку в Рио), через год выступила на Олимпиаде в Рио, сыграв 5 матчей (команда заняла 6-е место).